# Andrea Bischof
Andrea Bischof (geboren 1963 in Schwaz) ist eine österreichische Malerin.

## Leben und Werk
Bischof studierte von 1982 bis 1988 an der Hochschule Mozarteum in Salzburg Malerei, Grafik und textiles Gestalten bei Roland Franz und Peter Prandstetter. Seit 1989 war sie in zahlreichen Ausstellungen im In- und Ausland vertreten. 1999 erhielt sie den Anerkennungspreis des Bauholding Kunstwettbewerbs und 1995 den 2. Preis beim Römerquelle Kunstwettbewerb. Sie lebt und arbeitet in Wien und Schwaz/Tirol.
Sie gehört zu den Vertretern der informellen Malerei in Österreich. Ihre oft großformatigen Ölbilder entstehen in einem sich über Wochen entwickelnden behutsamen Prozess.
Bischof arbeitet in traditioneller Öltechnik.  Sie hat eine Affinität zur französischen Kunst und knüpft mit ihrer Arbeit bei den Erkenntnissen der Impressionisten, Nabis und Fauves an – besonders in der Farbgestaltung und setzt sich mit dem Spätwerk von Claude Monet auseinander.

## Ausstellungen (Auswahl)

### Einzelausstellungen
- 1999: Farbverwandlungen, Kunstforum Bauholding AG, Klagenfurt
- 2006: legere, Gugler Forum, Melk (Katalog)
- 2007: Barockschlössl Mistelbach (Niederösterreich)
- 2007: Remise Bludenz, Vorarlberg
- 2007: von aurora bis zyan, Galerie Schloss Puchheim
- 2008: Neue Farbe entdeckt!, Klangspuren Atelier, Schwaz
- 2016: Color Truth, Werner-Berg-Museum, Bleiburg (Katalog)[4]
- 2017: Color Truth, Kosmos Theater (Wien)
- 2017: Allegria, Schloss Wolkersdorf, Niederösterreich

### Gruppenausstellungen
- 1998: Galerie im Traklhaus, Salzburg
- 2002: Strukturen/Referenzsysteme/Algorithmen, Galerie im Taxispalais, Innsbruck (Katalog)
- 2003: Color me beautiful, Kunstpavillon Innsbruck
- 2006: Ca. 1000m² tiroler Kunst, Kunstraum Innsbruck (Katalog)
- 2007: Entsprechungen, Remise Bludenz, Vorarlberg
- 2009: The house is on fire, Kunstraum Innsbruck
- 2016: Kunstankäufe der Stadt Innsbruck 2016 – Teil 1, Galerie im Andechshof, Innsbruck
- 2017: vieles und noch mehr, artdepot, Innsbruck

## Publikationen (Auswahl)
- Stephan Koja (Hrsg.): Andrea Bischof, Color Truth. Hirmer Verlag, München 2016.
- Stephan Koja (Hrsg.): Mit Blick auf Monet, Drei zeitgenössische Positionen: Peter Baldinger, Andrea Bischof, Bodo Hassel. Art Book Verlag, Salzburg 2015.
- Andrea Bischof: legere. Gugler Forum, Melk, Niederösterreich, 2006.